# Pewee Valley Confederate Cemetery

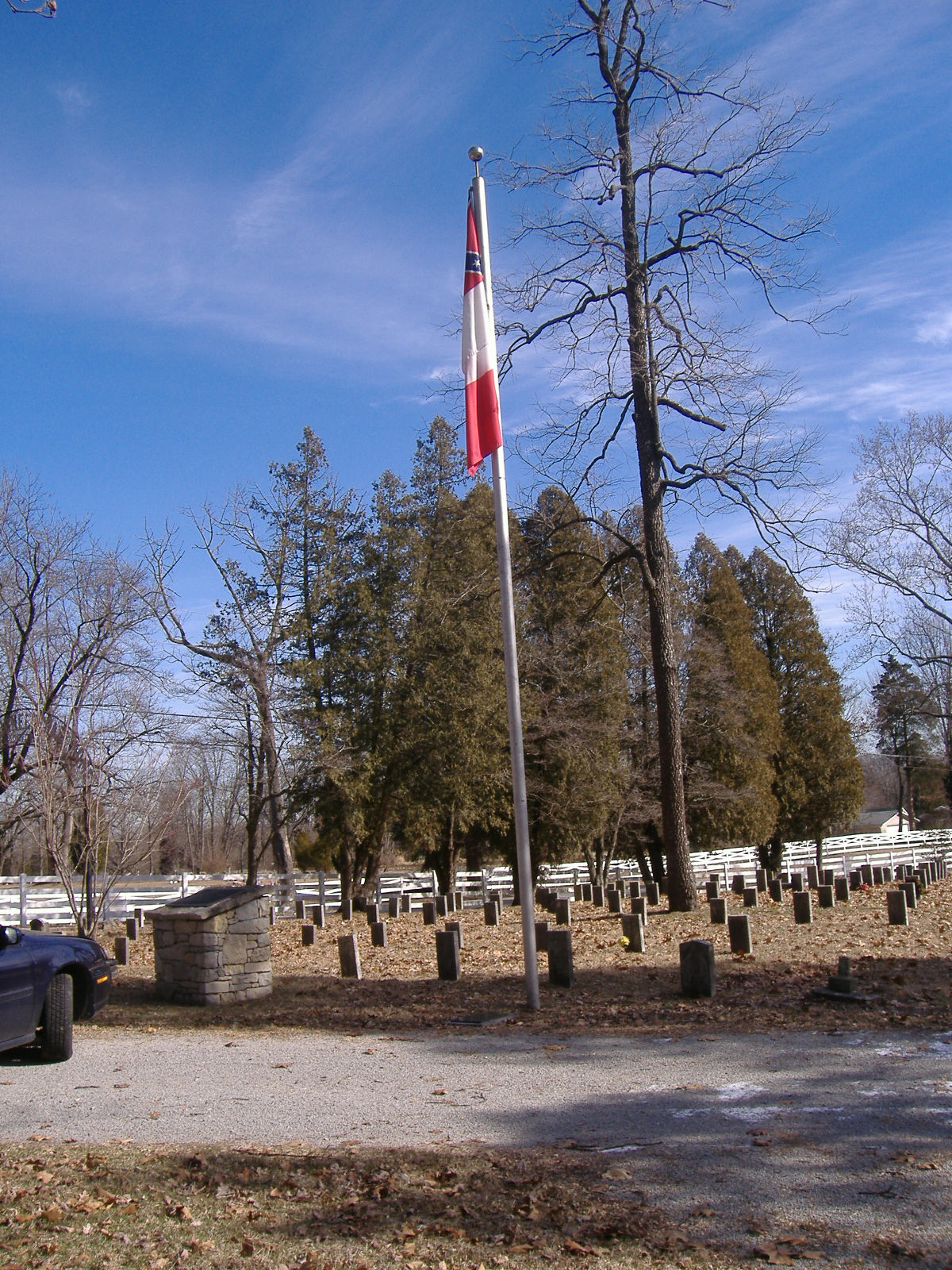
Blick auf den Friedhof

Der Pewee Valley Confederate Cemetery ist ein Friedhof in Pewee Valley und befindet sich an der Stelle, wo sich früher das Kentucky Confederate Home befand. Nicht nur der Friedhof ist in das National Register of Historic Places eingetragen, sondern auch das 1904 erbaute Confederate Memorial in Peewee Valley auf dem Gelände ist eigenständig im Rahmen der Civil War Monuments of Kentucky MPS als Kulturdenkmal eingestuft. Der Friedhof ist der einzige staatliche Friedhof in Kentucky für konföderierte Soldaten, insgesamt sind 313 von ihnen hier begraben.

## Geschichte
Im Mai 1871 beschlossen mehrere Bürger von Pewee Valley, rund 30 km nordöstlich von Louisville, dass ein eigener öffentlicher Friedhof notwendig sei. Das Grundstück wurde im August 1871 erworben und im Frühjahr 1872 wurde der Friedhof angelegt. Es wurden Büsche und Bäume gepflanzt, um die Anlage zu verschönern. Nach der Fertigstellung ersuchte man um eine Gründungsurkunde der Regierung Kentuckys. In der Nähe des Friedhofs wurde 1889 das Villa Ridge Inn gebaut. Das war ein vierstöckiges Sommerresort, das vor allem von wohlhabenden Unternehmern aus Louisville und deren Familien frequentiert wurde. Trotz der 90.000 US-Dollar Baukosten (nach heutigen Preisen rund 2.735.000 US-Dollar) lockte die Anlage aber nicht ausreichend Besucher an, um im Geschäft zu bleiben. Zwischen seiner Schließung und 1902 wurde es als private Highschool genutzt, der Nachfolgeeinrichtung des Kentucky College for Young Ladies.
Das Parlament Kentuckys hatte 1902 den Bau eines Altenheimes für konföderierte Soldaten beschlossen. Dies geschah auf Wunsch des konföderierten Offiziers Bennett H. Young, der sich lange für eine solche Einrichtung eingesetzt hatte, als er sah wie viele Veteranen aus dem Sezessionskrieg nicht länger in der Lage waren, sich um sich selbst zu kümmern. Nachdem Youngs Initiative 16.000 US-Dollar gesammelt hatte, stimmte die Gesetzgebung zu. Die Initiative und die Daughters of the Confederacy entschieden sich für das frühere Villa Ridge Inn, direkt außerhalb des Friedhofs, da es an einer günstigen Stelle lag und relativ günstig zu erwerben war, vor allem im Vergleich zu den hohen Baukosten.

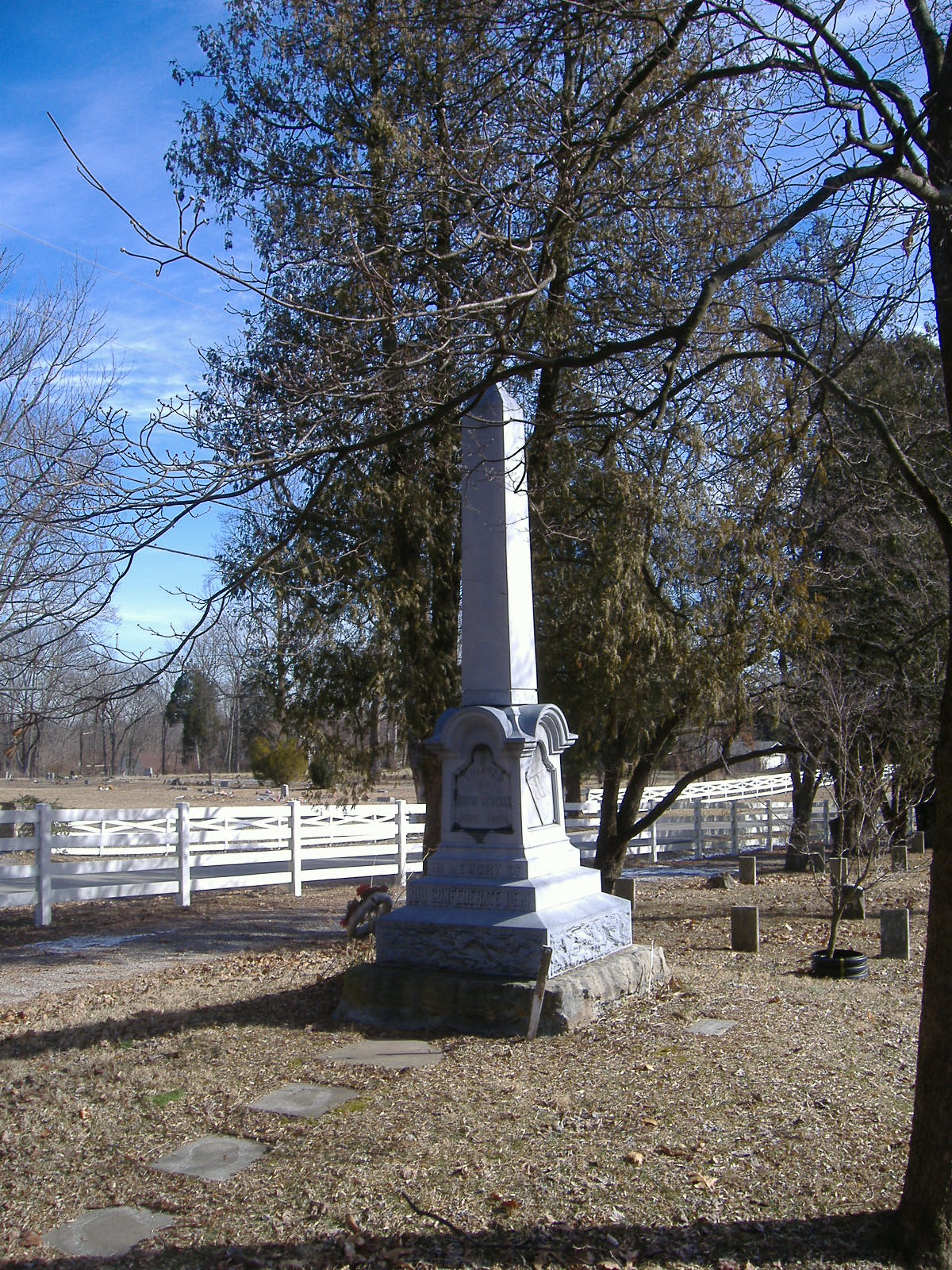
Das Kriegerdenkmal

 1904 wurde der Friedhof in drei Bereiche aufgeteilt, einer war für verstorbene konföderierte Soldaten bestimmt, die beiden restlichen dienten der örtlichen Bevölkerung und waren nach Hautfarbe getrennt. Kurz nach der Eröffnung des Altenheims wurde der Soldatenfriedhof eingerichtet, ein Monument wurde kurz darauf errichtet. Soldatenfriedhof und Altenheim umfassten eine Fläche von 1050 m².
In den Jahren, in denen es betrieben wurde, war die Einrichtung Krankenhaus und Pflegeheim und versorgte bis zu 350 ehemalige Soldaten. Insgesamt lebten im Laufe der Jahre 700 Veteranen hier. Die Bedingungen für eine Aufnahme verlangten nicht nur, dass die Person ein ehemaliger konföderierter Soldat war, sondern er musste mindestens ein halbes Jahr lang in Kentucky leben, mental in einem stabilen Zustand sein und durfte keine Probleme mit Alkoholismus haben. Viele dieser Veteranen hatten einst unter John Hunt Morgan gedient.
Ein Brand am 25. März 1920 zerstörte das Hauptgebäude, die Wäscherei und weiteres Nebengebäude, jedoch kostete es keine Menschenleben. Der Rest der Anlage war große genug, um die verbleibenden Bewohner unterbringen zu können. Die Zahl der Veteranen wurde nach und nach geringer, und 1934 wurden die letzten fünf Bewohner in das nahegelegene Pewee Valley Sanatorium verlegt.

## Gegenwart
Von dem Krankenhaus ist nur das Haupttor – es wurde allerdings verlegt, um als Haupteingang des Friedhofes genutzt zu werden – sowie der Teil des Gehweges vom Krankenhaus zur Eisenbahn erhalten. Eine Tafel weist darauf hin. Das Trinkwasserreservoir des Krankenhauses wurde in den 1990er Jahren verfüllt.
Das Monument ist unter den anderen Denkmälern des Sezessionskrieges insofern einzigartig, als dass es aus Zink gebaut ist, im Gegensatz zu den übrigen 60 Gedenkstätten, die zumeist aus Marmor oder Kalkstein gefertigt sind.

## Galerie

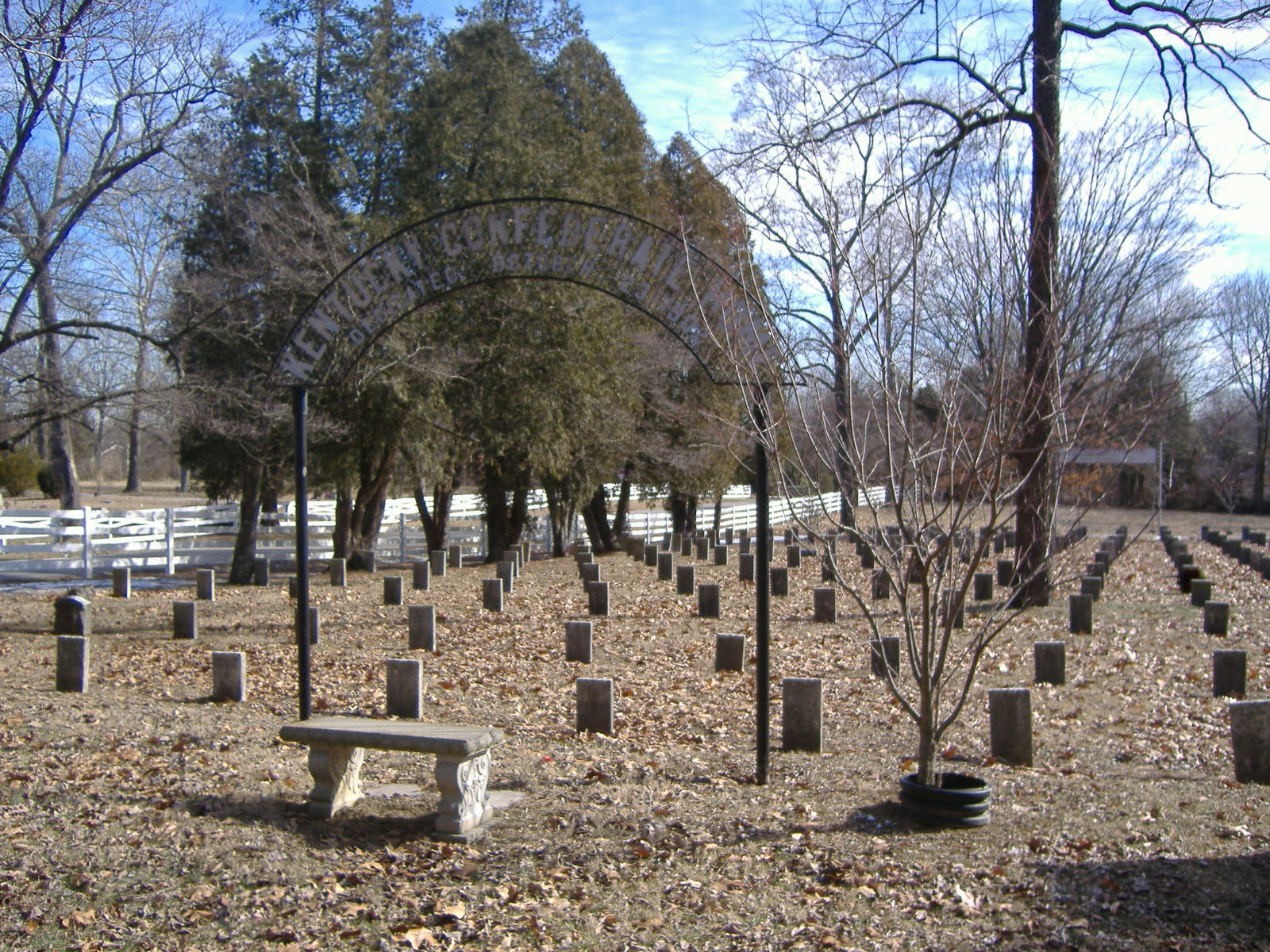
Das Tor ist das einzige Überbleibsel des Altersheimes
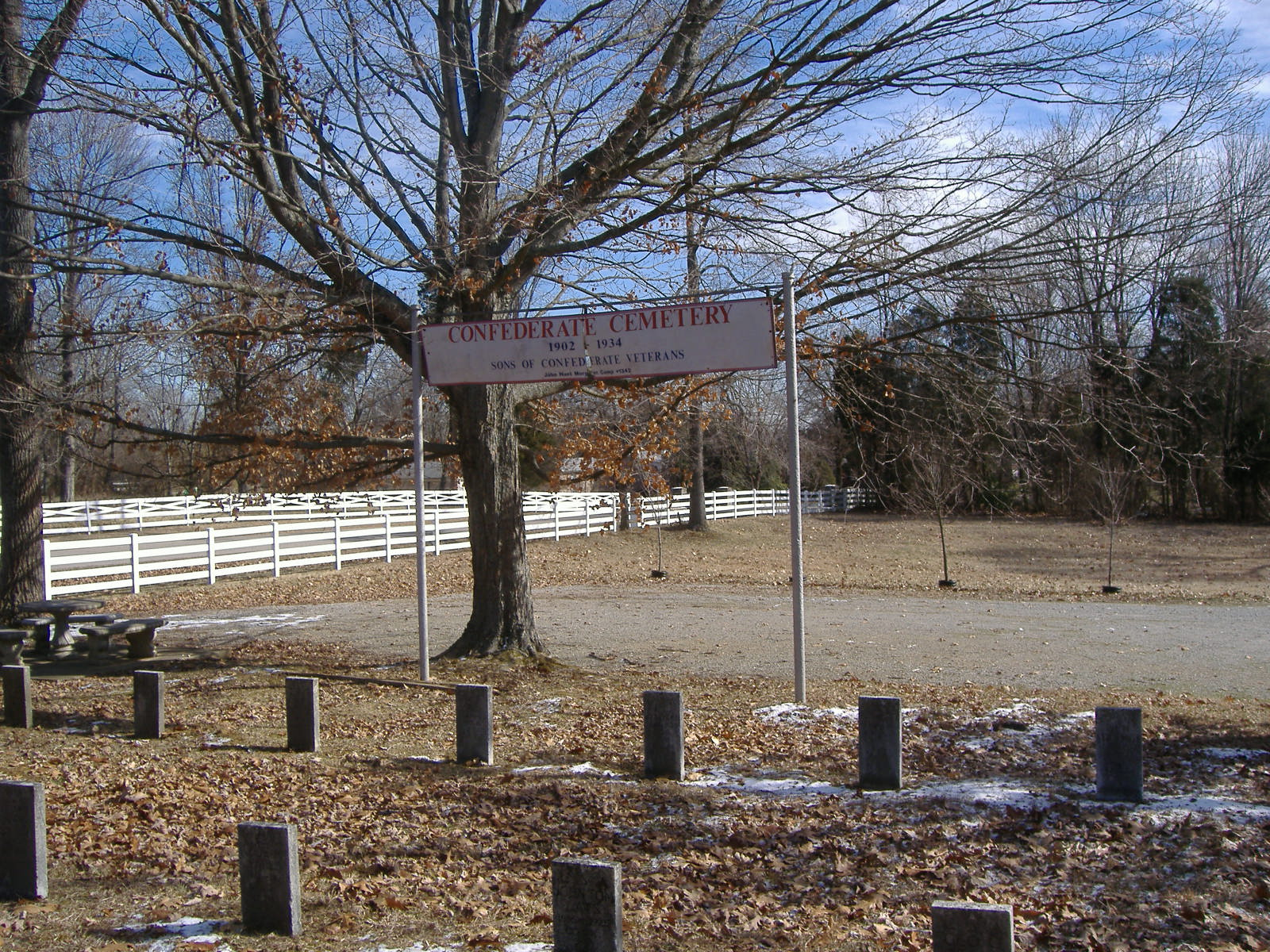
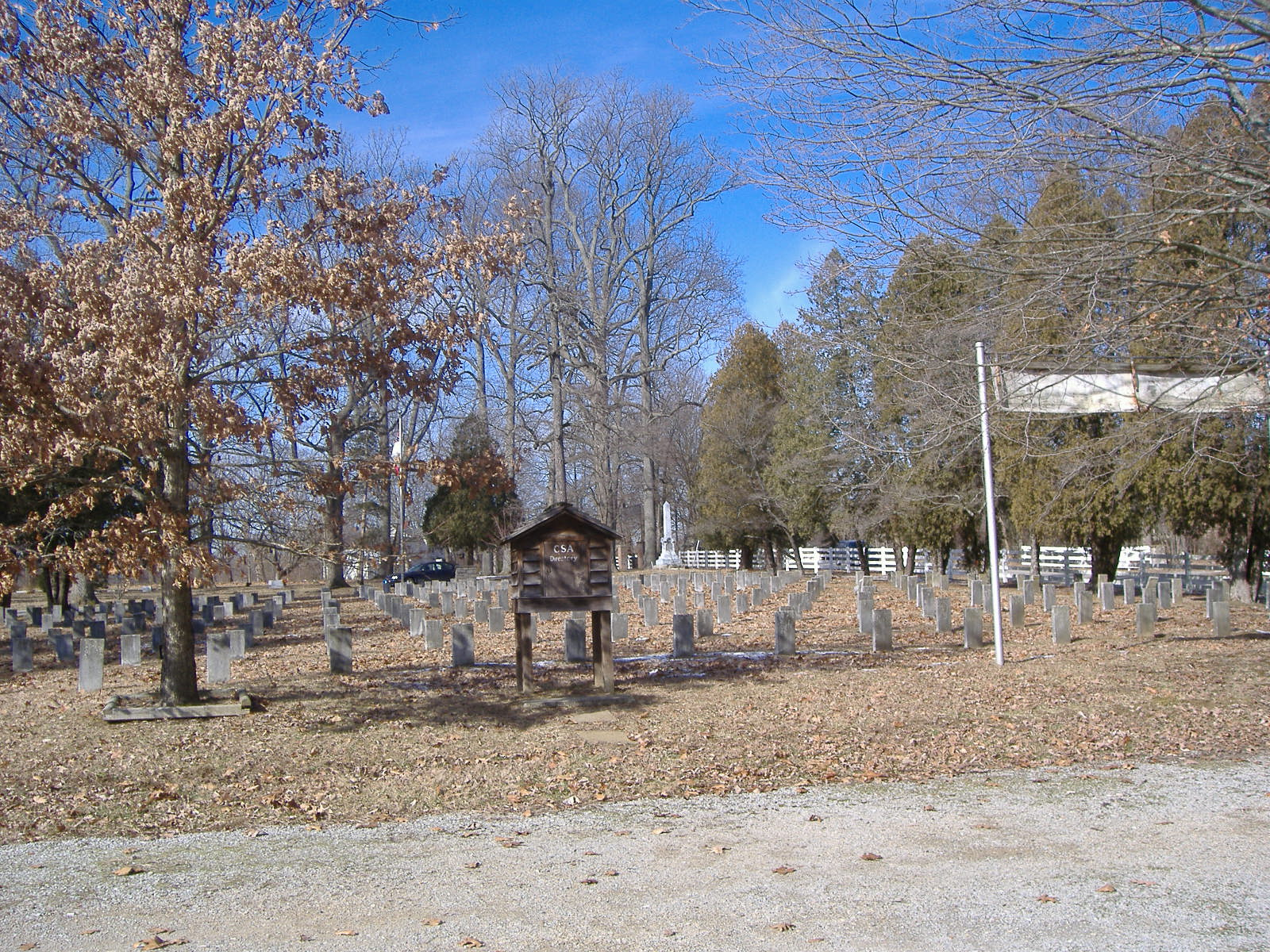
Rückseite des Friedhofes
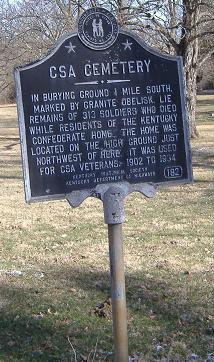
Hinweistafel an der Kreuzung von Maple Avenue und State Hwy. 146